# Labichea brassii
Labichea brassii är en ärtväxtart som beskrevs av Cyril Tenison White och William Douglas Francis. Labichea brassii ingår i släktet Labichea och familjen ärtväxter. Inga underarter finns listade i Catalogue of Life.